# Karrenzin
Karrenzin ist eine Gemeinde im Landkreis Ludwigslust-Parchim in Mecklenburg-Vorpommern (Deutschland). Sie wird vom Amt Parchimer Umland mit Sitz im Parchim verwaltet.

## Geografie
Die Gemeinde liegt einen Kilometer südlich der Bundesautobahn 24 und ist über die Anschlussstelle Parchim erreichbar. Die Gemeinde befindet sich etwa zwölf Kilometer südlich von Parchim.  Karrenzin liegt in einer sehr hügeligen Endmoränenlandschaft westlich der Ruhner Berge. Durch die Gemeinde fließt die Löcknitz.
Ortsteile der Gemeinde sind Herzfeld, Karrenzin, Neu Herzfeld, Repzin und Wulfsahl.
Die Namen der Gemarkungen sind gleichlautend:
| Gemarkungs- nummer | Gemarkungs- name | Gemarkungs- fläche (in ha) |
| ------------------ | ---------------- | -------------------------- |
| 131160             | Herzfeld         | 868,9739                   |
| 131161             | Repzin           | 365,6037                   |
| 131162             | Karrenzin        | 638,3290                   |
| 131163             | Wulfsahl         | 777,2122                   |

## Geschichte
Am 1. Juli 1950 wurde Karrenzin nach Groß Godems eingemeindet. Am 1. Januar 1951 fusionierten die Gemeinden Groß Godems und Wulfsahl zur neuen Gemeinde Karrenzin.

### Eingemeindungen
Am 13. Juni 2004 wurde Herzfeld eingemeindet.

## Politik

### Gemeindevertretung und Bürgermeister
Der Gemeinderat besteht (inkl. Bürgermeister) aus 9 Mitgliedern. Die Wahl zum Gemeinderat am 09.Juni 2024 hatte folgende Ergebnisse:
| Partei/Bewerber                          | Stimmen | Sitze |
| ---------------------------------------- | ------- | ----- |
| Wählergemeinschaft Zukunft für Karrenzin | 963     | 7     |
| Einzelbewerber Kluth                     | 94      | 1     |

Bürgermeister der Gemeinde ist Nils Retemeyer, er wurde mit 54,47 % der Stimmen gewählt.

### Wappen, Flagge, Dienstsiegel
Die Gemeinde verfügt über kein amtlich genehmigtes Hoheitszeichen, weder Wappen noch Flagge. Als Dienstsiegel wird das kleine Landessiegel mit dem Wappenbild des Landesteils Mecklenburg geführt. Es zeigt einen hersehenden Stierkopf mit abgerissenem Halsfell und Krone und der Umschrift „• GEMEINDE KARRENZIN • LANDKREIS LUDWIGSLUST-PARCHIM“.

## Sehenswürdigkeiten
- Slawischer Burgwall Wulfsahl
- Fachwerkkirche in Karrenzin
- Fachwerkkirche in Wulfsahl
- Feldsteinkirche in Herzfeld

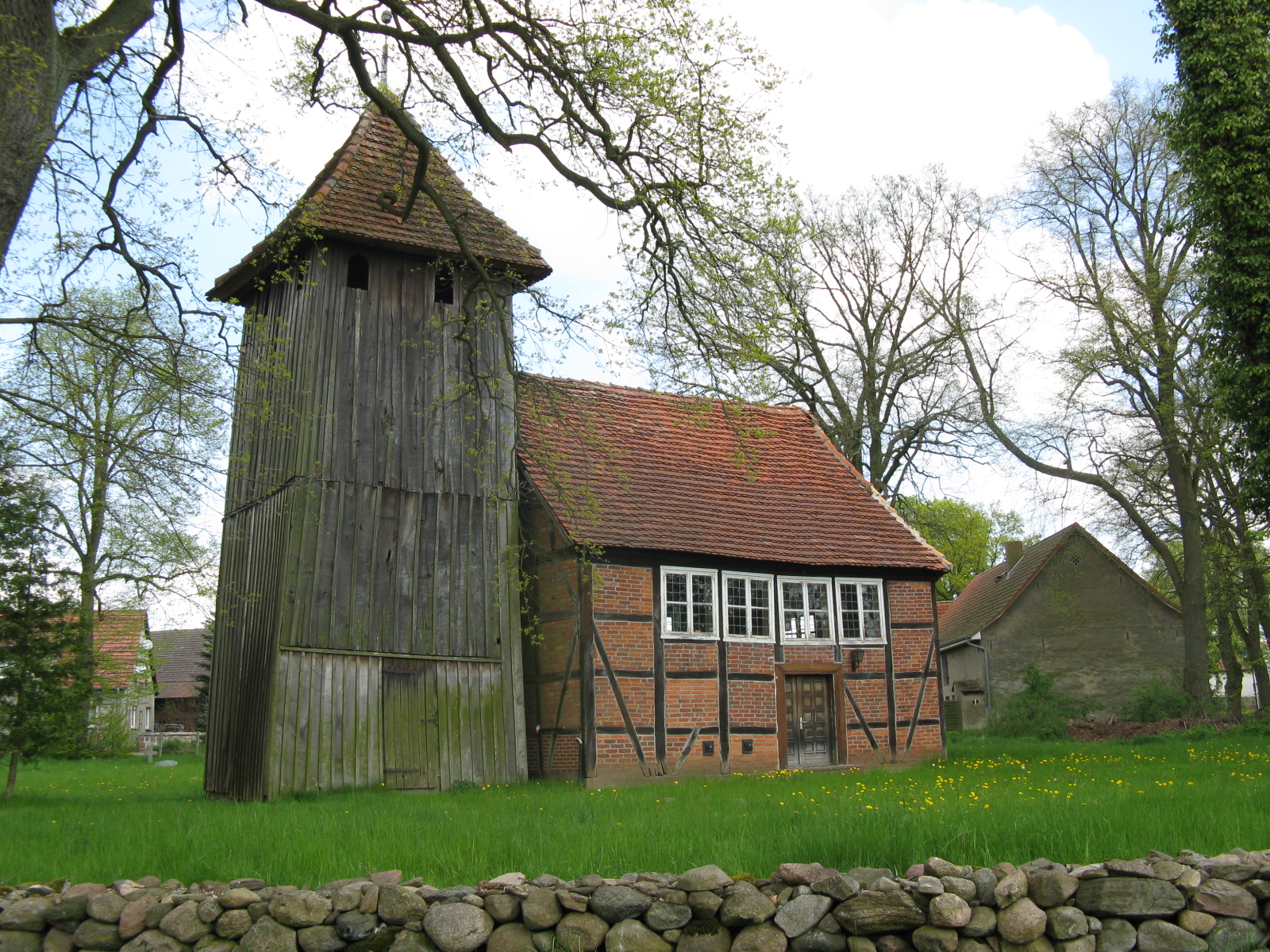
Dorfkirche in Karrenzin
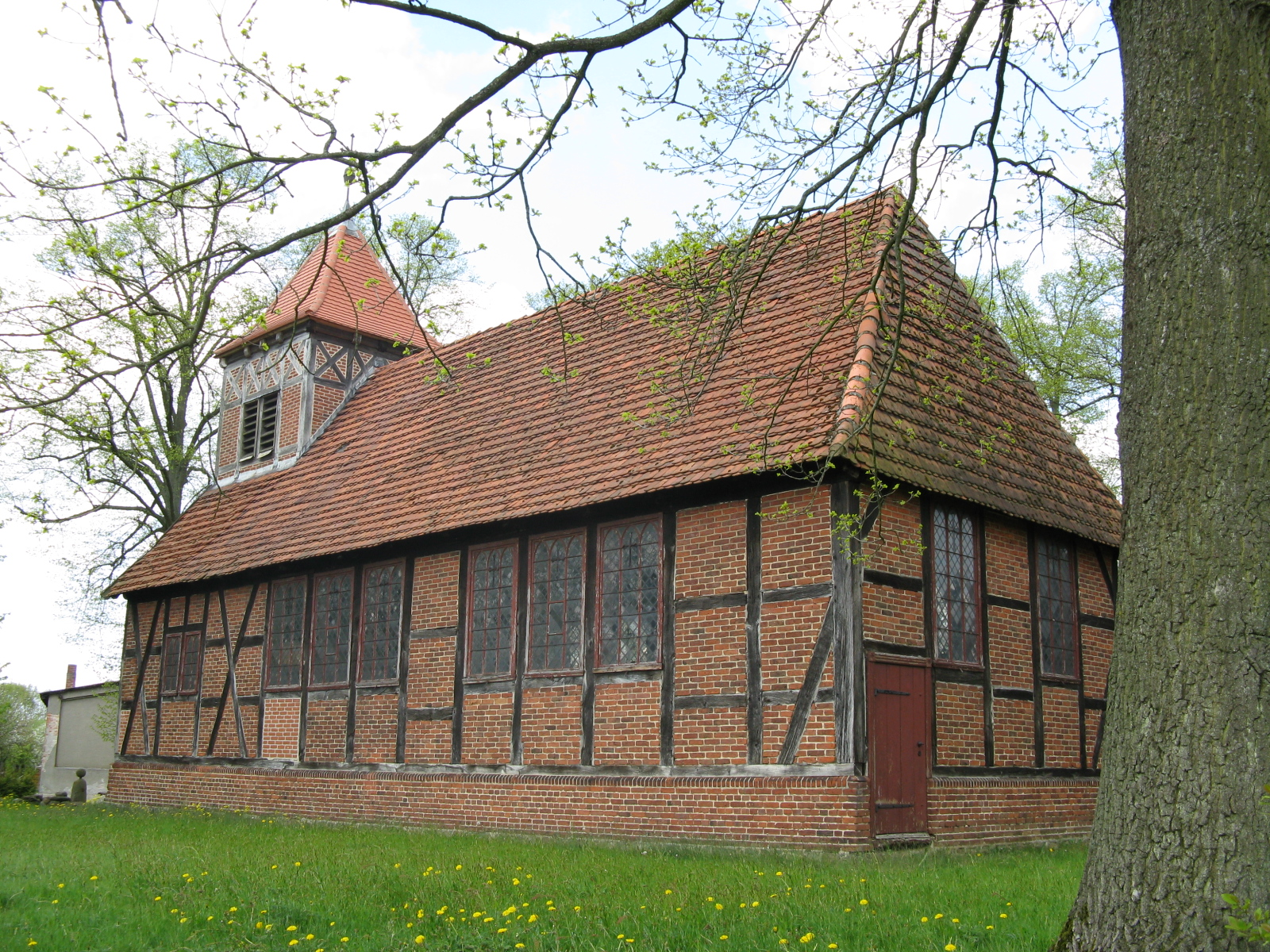
Dorfkirche in Wulfsahl
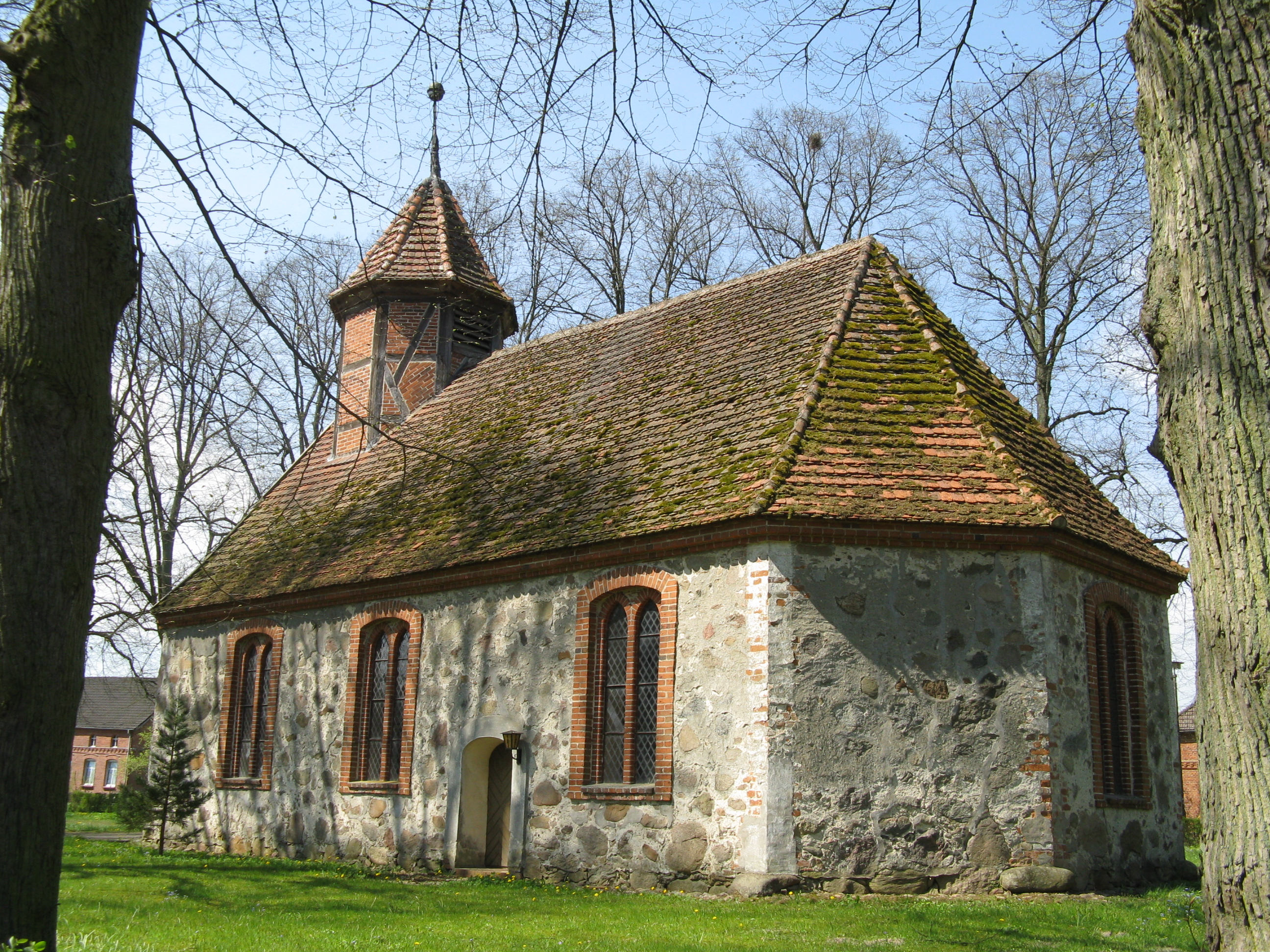
Dorfkirche in Herzfeld